# Barringtonia hallieri
Barringtonia hallieri är en tvåhjärtbladig växtart som beskrevs av Reinhard Gustav Paul Knuth. Barringtonia hallieri ingår i släktet Barringtonia och familjen Lecythidaceae. Inga underarter finns listade i Catalogue of Life.